# Gran Premio de Gran Bretaña de Motociclismo de 1998
El Gran Premio de Gran Bretaña de Motociclismo de 1998 fue la octava prueba del Campeonato del Mundo de Motociclismo de 1998. Tuvo lugar en el fin de semana del 3 al 5 de julio de 1998 en el Donington Park, situado en la localidad de North West Leicestershire, Inglaterra, Reino Unido. La carrera de 500cc fue ganada por Simon Crafar, seguido de Mick Doohan y Norick Abe. Loris Capirossi ganó la prueba de 250cc, por delante de Tetsuya Harada y Stefano Perugini. La carrera de 125cc fue ganada por Kazuto Sakata, Mirko Giansanti fue segundo y Youichi Ui tercero.

## Resultados 500cc
| Pos. | N.º | Piloto                   | Constructor | Vueltas | Tiempo/Retirado | Grilla | Puntos |
| ---- | --- | ------------------------ | ----------- | ------- | --------------- | ------ | ------ |
| 1    | 11  | Simon Crafar             | Yamaha      | 30      | 46:45.662       | 1      | 25     |
| 2    | 1   | Mick Doohan              | Honda       | 30      | +11.530         | 2      | 20     |
| 3    | 5   | Norick Abe               | Yamaha      | 30      | +17.924         | 4      | 16     |
| 4    | 4   | Àlex Crivillé            | Honda       | 30      | +22.933         | 5      | 13     |
| 5    | 9   | Alex Barros              | Honda       | 30      | +23.430         | 7      | 11     |
| 6    | 6   | Max Biaggi               | Honda       | 30      | +35.214         | 3      | 10     |
| 7    | 3   | Nobuatsu Aoki            | Suzuki      | 30      | +53.997         | 8      | 9      |
| 8    | 55  | Régis Laconi             | Yamaha      | 30      | +1:08.211       | 9      | 8      |
| 9    | 17  | Jurgen van den Goorbergh | Honda       | 30      | +1:39.256       | 13     | 7      |
| 10   | 88  | Scott Smart              | Honda       | 29      | +1 Vuelta       | 14     | 6      |
| 11   | 26  | Bernard Garcia           | Honda       | 29      | +1 Vuelta       | 17     | 5      |
| 12   | 68  | John McGuinness          | Honda       | 29      | +1 Vuelta       | 18     | 4      |
| 13   | 18  | Garry McCoy              | Honda       | 29      | +1 Vuelta       | 12     | 3      |
| 14   | 72  | Fernando Cristóbal       | Honda       | 29      | +1 Vuelta       | 19     | 2      |
| 15   | 57  | Fabio Carpani            | Honda       | 28      | +2 Vueltas      | 20     | 1      |
| Ret  | 10  | Kenny Roberts Jr         | Modenas KR3 | 27      |                 | 6      |        |
| Ret  | 15  | Sete Gibernau            | Honda       | 20      | Accidente       | 11     |        |
| Ret  | 77  | Eskil Suter              | MuZ Weber   | 11      |                 | 15     |        |
| Ret  | 23  | Matt Wait                | Honda       | 9       |                 | 16     |        |
| DNS  | 14  | Juan Bautista Borja      | Honda       |         |                 | 10     |        |
| DNQ  | 8   | Carlos Checa             | Honda       |         |                 |        |        |

- Pole Position: Simon Crafar, 1:32.128
- Vuelta Rápida: Simon Crafar, 1:32.661

## Resultados 250cc
| Pos. | N.º | Piloto              | Constructor | Vueltas | Tiempo/Retirado | Grilla | Puntos |
| ---- | --- | ------------------- | ----------- | ------- | --------------- | ------ | ------ |
| 1    | 65  | Loris Capirossi     | Aprilia     | 27      | 42:55.085       | 1      | 25     |
| 2    | 31  | Tetsuya Harada      | Aprilia     | 27      | +5.682          | 3      | 20     |
| 3    | 4   | Stefano Perugini    | Honda       | 27      | +38.003         | 5      | 16     |
| 4    | 5   | Tohru Ukawa         | Honda       | 27      | +38.349         | 4      | 13     |
| 5    | 6   | Haruchika Aoki      | Honda       | 27      | +38.461         | 7      | 11     |
| 6    | 24  | Jason Vincent       | TSR-Honda   | 27      | +39.084         | 10     | 10     |
| 7    | 9   | Jeremy McWilliams   | TSR-Honda   | 27      | +51.804         | 11     | 9      |
| 8    | 7   | Takeshi Tsujimura   | Yamaha      | 27      | +58.946         | 8      | 8      |
| 9    | 8   | Luis d'Antin        | Yamaha      | 27      | +1:18.487       | 14     | 7      |
| 10   | 17  | José Luis Cardoso   | Yamaha      | 27      | +1:19.532       | 12     | 6      |
| 11   | 12  | Noriyasu Numata     | Suzuki      | 27      | +1:24.101       | 13     | 5      |
| 12   | 44  | Roberto Rolfo       | TSR-Honda   | 27      | +1:25.956       | 22     | 4      |
| 13   | 16  | Johan Stigefelt     | Suzuki      | 27      | +1:26.887       | 15     | 3      |
| 14   | 20  | William Costes      | Honda       | 27      | +1:29.510       | 17     | 2      |
| 15   | 25  | Yasumasa Hatakeyama | ERP-Honda   | 27      | +1:35.487       | 18     | 1      |
| 16   | 33  | Jamie Robinson      | Yamaha      | 27      | +1:38.052       | 19     |        |
| 17   | 68  | Julien Allemand     | Honda       | 26      | +1 Vuelta       | 24     |        |
| 18   | 83  | Shane Norval        | Honda       | 26      | +1 Vuelta       | 27     |        |
| Ret  | 40  | Gary May            | Aprilia     | 24      |                 | 25     |        |
| Ret  | 82  | Woolsey Coulter     | Honda       | 11      |                 | 20     |        |
| Ret  | 80  | Paul Jones          | Aprilia     | 11      | Accidente       | 26     |        |
| Ret  | 11  | Jürgen Fuchs        | Aprilia     | 4       | Accidente       | 9      |        |
| Ret  | 47  | Ivan Clementi       | Yamaha      | 4       |                 | 21     |        |
| Ret  | 81  | Callum Ramsay       | Honda       | 3       |                 | 28     |        |
| Ret  | 46  | Valentino Rossi     | Aprilia     | 2       | Accidente       | 2      |        |
| DNS  | 27  | Sebastián Porto     | Aprilia     |         |                 | 6      |        |
| DNS  | 37  | Luca Boscoscuro     | TSR-Honda   |         |                 | 16     |        |
| DNS  | 14  | Davide Bulega       | ERP-Honda   |         |                 | 23     |        |

- Pole Position: Loris Capirossi, 1:34.085
- Vuelta Rápida: Loris Capirossi, 1:34.188

## Resultados 125cc
| Pos. | N.º | Piloto                | Constructor | Vueltas | Tiempo/Retirado | Grilla | Puntos |
| ---- | --- | --------------------- | ----------- | ------- | --------------- | ------ | ------ |
| 1    | 4   | Kazuto Sakata         | Aprilia     | 26      | 43:48.777       | 1      | 25     |
| 2    | 32  | Mirko Giansanti       | Honda       | 26      | +0.431          | 5      | 20     |
| 3    | 41  | Youichi Ui            | Yamaha      | 26      | +4.600          | 2      | 16     |
| 4    | 13  | Marco Melandri        | Honda       | 26      | +5.197          | 6      | 13     |
| 5    | 5   | Masaki Tokudome       | Aprilia     | 26      | +5.598          | 10     | 11     |
| 6    | 10  | Lucio Cecchinello     | Honda       | 26      | +6.517          | 13     | 10     |
| 7    | 23  | Gino Borsoi           | Aprilia     | 26      | +20.153         | 11     | 9      |
| 8    | 9   | Frédéric Petit        | Honda       | 26      | +22.334         | 7      | 8      |
| 9    | 8   | Gianluigi Scalvini    | Honda       | 26      | +31.971         | 12     | 7      |
| 10   | 26  | Ivan Goi              | Aprilia     | 26      | +37.432         | 18     | 6      |
| 11   | 21  | Arnaud Vincent        | Aprilia     | 26      | +39.361         | 17     | 5      |
| 12   | 29  | Ángel Nieto Jr        | Aprilia     | 26      | +39.559         | 14     | 4      |
| 13   | 14  | Federico Cerroni      | Aprilia     | 26      | +43.031         | 22     | 3      |
| 14   | 7   | Emilio Alzamora       | Aprilia     | 26      | +43.714         | 21     | 2      |
| 15   | 52  | Hiroyuki Kikuchi      | Honda       | 26      | +44.370         | 16     | 1      |
| 16   | 17  | Juan Enrique Maturana | Yamaha      | 26      | +44.476         | 19     |        |
| 17   | 80  | Leon Haslam           | Honda       | 26      | +1:21.216       | 28     |        |
| 18   | 65  | Andrea Iommi          | Honda       | 26      | +1:24.763       | 23     |        |
| Ret  | 81  | Chris Palmer          | Honda       | 22      |                 | 27     |        |
| Ret  | 22  | Steve Jenkner         | Aprilia     | 20      | Accidente       | 8      |        |
| Ret  | 82  | John Pearson          | Honda       | 14      |                 | 26     |        |
| Ret  | 39  | Jaroslav Huleš        | Honda       | 10      |                 | 9      |        |
| Ret  | 3   | Tomomi Manako         | Honda       | 8       | Accidente       | 3      |        |
| Ret  | 59  | Jerónimo Vidal        | Aprilia     | 6       | Accidente       | 24     |        |
| Ret  | 16  | Christian Manna       | Yamaha      | 5       | Accidente       | 25     |        |
| Ret  | 15  | Roberto Locatelli     | Honda       | 4       | Accidente       | 4      |        |
| Ret  | 62  | Yoshiaki Katoh        | Yamaha      | 1       |                 | 15     |        |
| Ret  | 20  | Masao Azuma           | Honda       | 1       |                 | 20     |        |
| Ret  | 83  | David Mateer          | Honda       | 0       |                 | 29     |        |

- Pole Position: Kazuto Sakata, 1:39.294
- Vuelta Rápida: Kazuto Sakata, 1:39.465